# シャイン (アルバム)
『シャイン』（Shine）は、シンディ・ローパーが2004年にリリースした8枚目のスタジオ・アルバム。発売元はエピック・レコード。

## 概要
『シャイン』は2001年にシンディ唯一のインディーズ・アルバムとして制作された。しかし同年にアルバムとして発表されることはなく、2002年に5曲入りのEPとしてリリース。2004年に日本限定で古巣エピック・レコードからアルバムとしてリリースされた。「イベンチュアリー」は坂本龍一との共作。

## 収録曲
| #   | タイトル                             | 作詞 | 作曲・編曲 | 時間 |
| --- | ------------------------------------ | ---- | ---------- | ---- |
| 1.  | 「シャイン」                         |      |            | 4:33 |
| 2.  | 「イッツ・ハード・トゥ・ビィ・ミー」 |      |            | 3:52 |
| 3.  | 「マドンナ・ホーア」                 |      |            | 3:38 |
| 4.  | 「ワイド・オープン」                 |      |            | 3:48 |
| 5.  | 「ラザー・ビィ・ウィズ・ユー」       |      |            | 3:24 |
| 6.  | 「フー・レット・イン・ザ・レイン?」  |      |            | 4:32 |
| 7.  | 「コンフォート・ユー」               |      |            | 4:11 |
| 8.  | 「イベンチュアリー」                 |      |            | 5:28 |
| 9.  | 「ヴァレンティノ」                   |      |            | 5:10 |
| 10. | 「ディス・カインド・オブ・ラヴ」     |      |            | 3:53 |
| 11. | 「ハイヤー・プレイス」               |      |            | 4:13 |
| 12. | 「ウォーターズ・エッジ」             |      |            | 5:22 |
| 13. | 「アイ・ミス・マイ・ベイビー」       |      |            | 3:22 |